# Камастра
Камастра (итал. Camastra) — коммуна в Италии, располагается в регионе Сицилия, подчиняется административному центру Агридженто.
Население составляет 2221 человек, плотность населения составляет 139 чел./км². Занимает площадь 16 км². Почтовый индекс — 92020. Телефонный код — 0922.
Покровителем коммуны почитается  священномученик Власий Севастийский, празднование 3 февраля.